# キュパリッソス・ステファノス
キパリソス・ステファノス（希: Κυπάρισσος Στέφανος、ギリシア語ラテン翻字: Cyparissos Stephanos、1857年5月11日 - 1917年12月27日
）は、ギリシャの数学者、大学教授。20世紀の射影幾何学の先駆者として知られ、デスミックと呼ばれる概念をもたらした。

## 経歴

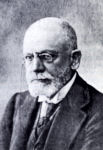

ギリシャのケア島に生まれた。父は教師で、兄に人類学者のクローン・ステファノスがいる。キパリソスはシロス島の学校に通い、その後アテネ大学で学び、1878年にヴァシリオス・ラコンより数学のPhDを獲得した。ダフニでイギリスの数学者トマス・アーチャー・ハーストと知り合い、親交を深めた。
ティモレオン・アルギロプロスやディミトリオス・ストルンボスやラコンがしたようにフランスへ渡って、ソルボンヌ大学に入学した。ジャン・ガストン・ダルブーの下で博士課程を進み、1880年に博士号を獲得した。カミーユ・ジョルダンやシャルル・エルミートにも教えを受けた。1879年にはフランス数学会の会員に選出された。
パリに滞在していた間、ドイツの数学者ヘルマン・シュヴァルツと出会い、カール・ヴァイエルシュトラスの多元数に関する定理について議論した。1883年、この定理が3次の多元数においては成立しないことを示した。解析学、解析力学、高等代数学、位相幾何学などの分野で様々な学術雑誌に著作を寄稿した。  
1884年、アテネに帰国し、アテネ大学の名誉教授（1890年に正教授）に就任した。アテネ工科大学やギリシャ士官学校、海軍兵学校に赴いて授業をすることもあった。1908年から1909年の間はアテネ大学の学長を務めた。
ステファノスはギリシャを代表して度々国際数学者会議に参加した。この結果、世界にその名を知られることとなり様々な数学会のフェローに選ばれた。また、アテネに初の商業学校を立ち上げて、校長を務めた。他に、農学会の創立、アテネ森林保全会（Φιλοδασικής Εταιρείας）、商業会の共同創立や、アテネ教師連盟の組織・代表などで尽力した。

## 作品
- Stephanos, Cyparissos (1879). “Sur les systèmes desmiques de trois tétraèdres” (フランス語). Bulletin des Sciences Mathématiques et Astronomiques 3 (1):  424–456. ISSN 2420-3920. - 3つの四面体のデスミック・システム（英語版）について。
- Stephanos, Cyparissos (1881). “Sur une configuration remarquable de cercles dans l'espace”. Comptes Rendus 93:  578–580. Zbl 13.0597.01.
- Stephanos, Cyparissos (1882). “Sur l’ Intégration d’ une Function Rationnelle Homogéne”. Comptes rendus hebdomadaires des séances de l'Académie des sciences 97:  1290-1292.
- Stephanos, Cyparissos (1883). “Sur les Relations Qui Existent Entre les Convariants et les Invariants de Caractére Pair d’ Une Forme Binaire du Sixiéme Ordre”. Comptes Rendus Hebdomadaires des Séances de l’Académie des Sciences, Paris:  1564-1567. Zbl 15.0069.02.
- Stephanos, Cyparissos (1884). “Sur le système complet des combinants de deux formes binaires biquadratiques.”. Comptes Rendus Hebdomadaires des Séances de l’Académie des Sciences, Paris:  27-31. Zbl 15.0079.03.
- Stéphanos, C. (1884). “Mémoire sur la théorie des formes binaires et sur l'élimination”. Annales scientifiques de l'École Normale Supérieure 1:  329–388. doi:10.24033/asens.242. ISSN 1873-2151.
- Stéphanos, Cyparissos (1884). “Sur un Probléme de la Theorie d’ Èlimination”. Comptes rendus hebdomadaires des séances de l'Académie des sciences:  1050-1053. Zbl 15.0084.01.
- Stephanos, Cyparissos (1900). “Sur une extension du calcul des substitutions linéaires”. Journal de Mathématiques Pures et Appliquées 6:  73–128.
- Stephanos, Cyparissos (1906). “Sur les forces donnant lieu à des trajectories coniques”. Crelle's Journal 131:  136–151.